# Фрум (город)

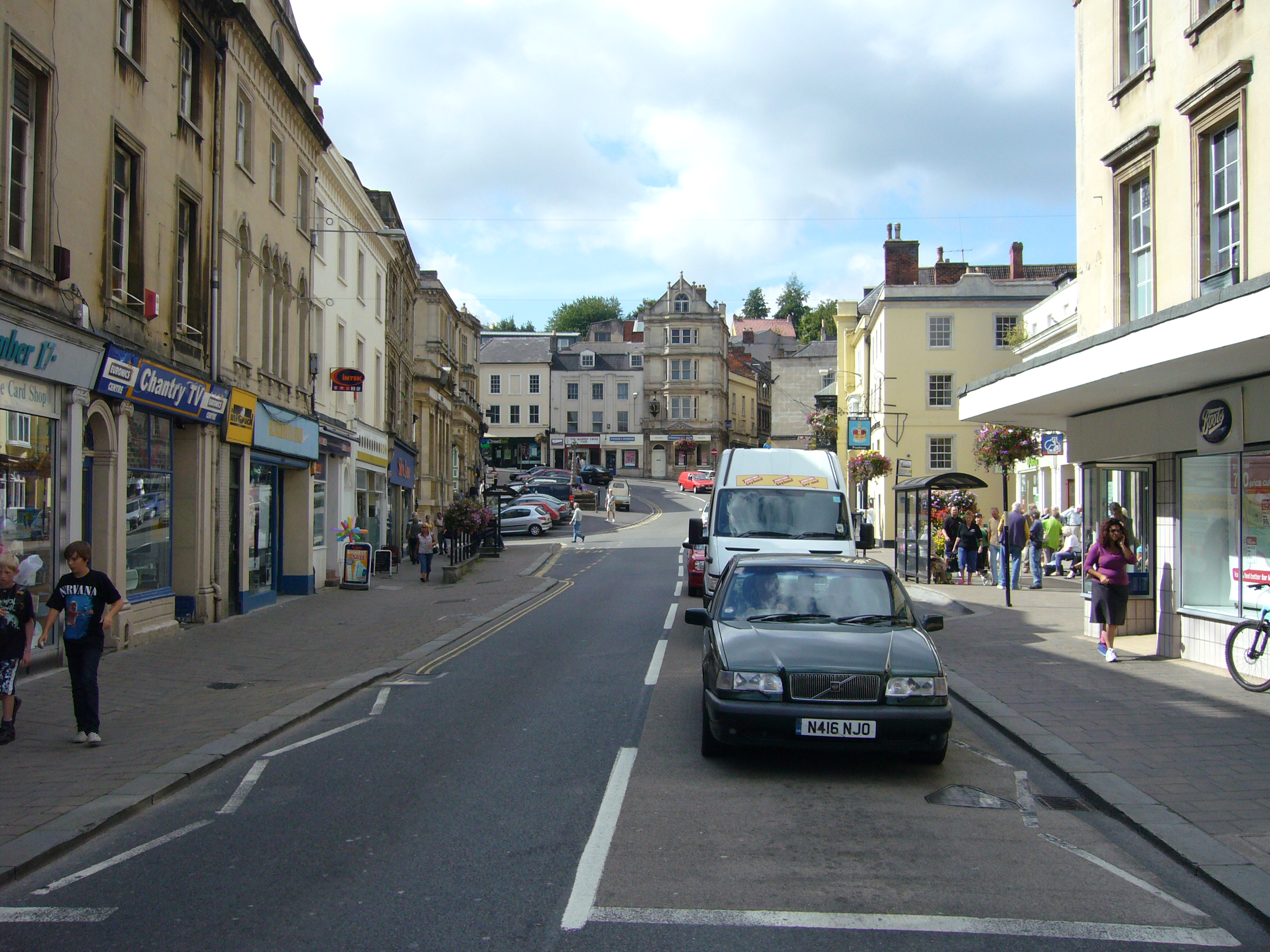
Рынок

Фрум (англ. Frome, МФА: [ˈfruːm]о файле) — город на северо-востоке Сомерсета. Название происходит от староанглийского ffraw, означающего «оживлённый» и описывающего течение реки.
В данном районе влияние римлян было невелико; остатки римской виллы найдены в нескольких километрах от города.
Фрум считается самым сложным для произношения городом Великобритании. 
В апреле 2010 в городе металлодетектором был найден тайник с 52 500 монетами III века. Клад был вырыт археологами из Portable Antiquities Scheme и ныне выставляется в Британском музее.